# Copa FMF 2021 (Mato Grosso)
In 2021 werd de zestiende editie van de Copa FMF gespeeld voor voetbalclubs uit de Braziliaanse staat Mato Grosso. De competitie werd georganiseerd door de FMF en werd gespeeld van 25 september  tot 11 december. Door de coronacrisis in Brazilië vond er in 2020 geen editie plaats. União Rondonópolis werd de winnaar en plaatste zich zo voor de Copa do Brasil 2022.

## Eerste fase
| Plaats | Clu            | Wed. | W | G | V | Saldo | Ptn. |
| ------ | -------------- | ---- | - | - | - | ----- | ---- |
| 1.     | União          | 6    | 5 | 1 | 0 | 11:4  | 16   |
| 2.     | Grêmio Sorriso | 6    | 3 | 2 | 1 | 8:5   | 11   |
| 3.     | Dom Bosco      | 6    | 3 | 1 | 2 | 10:8  | 10   |
| 4.     | Cuiabá         | 6    | 2 | 2 | 2 | 12:13 | 8    |
| 5.     | Ação           | 6    | 1 | 2 | 3 | 13:14 | 5    |
| 6.     | Sinop          | 6    | 1 | 1 | 4 | 9:15  | 4    |
| 7.     | Nova Mutum     | 6    | 0 | 3 | 3 | 7:11  | 3    |

|  | Geplaatst voor tweede fase |

## Tweede fase
In geval van gelijkspel worden strafschoppen genomen, tussen haakjes weergegeven.
|  | halve finale   | halve finale | halve finale | halve finale |  |           | finale | finale | finale | finale |
|  |                |              |              |              |  |           |        |        |        |        |
|  |                |              |              |              |  |           |        |        |        |        |
|  | União          | 1            | 0            | 1            |  |           |        |        |        |        |
|  | Cuiabá         | 0            | 0            | 0            |  |           |        |        |        |        |
|  |                |              |              |              |  | União     | 2      | 0      | 2      |        |
|  |                |              |              |              |  | Dom Bosco | 0      | 0      | 0      |        |
|  | Grêmio Sorriso | 0            | 1            | 1 (1)        |  |           |        |        |        |        |
|  | Dom Bosco      | 1            | 0            | 1 (3)        |  |           |        |        |        |        |

## Kampioen
| Copa Federação Mato Grossense de Futebol de 2021 |
| Mato Grosso                                      |
| ------------------------------------------------ |
| UNIÃO Kampioen (2° titel)                        |